# Ricardo Tozzi
Ricardo Tozzi (Campinas, 18 de agosto de 1975) é um ator e modelo brasileiro. Ficou conhecido pelos personagens nas novelas Insensato Coração, Cheias de Charme e Amor à Vida.

## Vida pessoal
Graduou-se em Administração de Empresas na Universidade Presbiteriana Mackenzie. Aos 26 anos, paralelo ao trabalho, o ator entrou num curso de teatro na Teatro Escola Macunaíma, após quatro anos de estudo, tentou um teste e foi aprovado na Oficina de Atores da TV Globo e abandonou a carreira como executivo para se tornar ator. Em julho de 2007, terminou o namoro com a atriz Daniele Suzuki.

## Carreira
Estreou na televisão em 2006, na telenovela Bang Bang, como o médico Harold. Neste mesmo ano, ele participou da novela Pé na Jaca. Em 2007, atuou no seriado Malhação. Após participar de episódios de seriados na Rede Globo, Ricardo em 2009, integra o elenco da novela Caminho das Índias. Em 2010, Ricardo esteve no teatro com a peça Colapso com texto e direção de Hamilton Vaz Pereira. No elenco também estavam Osmar Prado, André Mattos, Lena Brito e Emanuelle Araújo. Também em 2010, encenou a peça Hell, ao lado de Bárbara Paz, dirigido por Hector Babenco. Também nesse mesmo ano, participou dos seriados S.O.S. Emergência e A Vida Alheia.
Em 2011, esteve na telenovela Insensato Coração de Gilberto Braga e Ricardo Linhares como o machão Douglas, personagem de grande sucesso, principalmente pelo seu divertido par romântico com Bibi Castelini (Maria Clara Gueiros). Em 2012, esteve na minissérie Dercy de Verdade, ele interpretou o acrobata Vito Tadei. No mesmo ano, despontou na telenovela Cheias de Charme, onde interpretou dois personagens: o motorista romântico Inácio e o cantor Fabian, um divisor de águas em sua carreira. Em 2013, volta as novelas com Amor à Vida de Walcyr Carrasco, na trama ele interpreta o oportunista Thales. Em 2014, cerca de 3 meses após o fim de Amor à Vida, volta a fazer parceria com os autores Filipe Miguez e Izabel de Oliveira para a novela do horário das 19 horas, no papel do grande vilão Herval, Geração Brasil.
Em 2015, estreia o programa Tomara que Caia, programa que mistura game e humor. O formato foi criado pela TV Globo e conta também com a participação dos atores Heloísa Périssé, Fabiana Karla, Marcelo Serrado, Eri Johnson, Daniele Valente Priscila Fantin e Nando Cunha. Em 2016, integra o elenco de A Lei do Amor nova novela das nove da Rede Globo, escrita por Maria Adelaide Amaral e Vincent Villari. Com estreia marcada para o dia 03 de outubro, Ricardo dará a vida a Augusto, e vai viver um triangulo amoroso com as personagens de Camila Morgado e Regiane Alves.  Em 2017, integrou o elenco da segunda temporada da série TOCS de Dalila. Em outubro, gravou participação em um episódio da sitcom Vai Que Cola. Em 2018, viveu um vilão na novela das 18h, Orgulho e Paixão.

## Filmografia

### Televisão
| Ano  | Nome                | Personagem                                  | Nota                                     |
| ---- | ------------------- | ------------------------------------------- | ---------------------------------------- |
| 2005 | Bang Bang           | Dr. Harold Phinter                          |                                          |
| 2006 | A Diarista          | Geílson                                     | Episódio: "Andaime Paciência"            |
| 2006 | Dança dos Famosos   | Participante                                | Temporada 3                              |
| 2006 | Pé na Jaca          | Cândido Fortuna Botelho Bulhões             |                                          |
| 2007 | Malhação            | Fábio Mancini                               | Episódios: "1 de agosto–12 de outubro"   |
| 2008 | Casos e Acasos      | Freitas                                     | Episódio: "Piloto"                       |
| 2008 | Casos e Acasos      | Rodrigo                                     | Episódio: "O Triângulo"                  |
| 2008 | Casos e Acasos      | Renan                                       | Episódio: "O Trote"                      |
| 2008 | Dicas de um Sedutor | Paulo                                       | Episódio: "Amor e Fantasia"              |
| 2008 | Guerra e Paz        | Amílcar                                     | Episódio: "Delírios & Verdades"          |
| 2009 | Caminho das Índias  | Komal Meetha                                |                                          |
| 2010 | S.O.S. Emergência   | Márcio                                      | Episódio: "Na Saúde e na Doença"         |
| 2010 | A Vida Alheia       | Flávio Zanca                                | Episódio: "A Babá"                       |
| 2011 | Insensato Coração   | Douglas Batista                             |                                          |
| 2012 | Dercy de Verdade    | Vito Tadeu                                  |                                          |
| 2012 | Cheias de Charme    | Inácio Paixão                               |                                          |
| 2012 | Cheias de Charme    | Fabian Brunini                              |                                          |
| 2013 | Zorra Total         | Felipe Montalban                            | Episódio: "16 de fevereiro"              |
| 2013 | Amor à Vida         | Thales Brito                                |                                          |
| 2014 | Geração Brasil      | Herval Domingues / Luiz Edmundo Diniz (Led) |                                          |
| 2015 | Tomara que Caia     | Vários personagens                          |                                          |
| 2016 | A Lei do Amor       | Augusto Tavares                             |                                          |
| 2017 | TOC's de Dalila     | Otávio                                      | Temporada 2                              |
| 2017 | Vai que Cola        | Tomás                                       | 5ªTemporada- Episódio: "Dia do Catranco" |
| 2018 | Orgulho e Paixão    | Xavier Vidal                                |                                          |
| 2020 | Vai que Cola        | Tomás                                       | Temporada 8                              |
| 2025 | Dona de Mim         | Ronald Albanense                            | Episódios: "6–7 de junho"                |

### Cinema
| Ano  | Título   | Papel | Notas          |
| ---- | -------- | ----- | -------------- |
| 2008 | Surpresa | Jorge | Curta-metragem |

## Teatro
| Ano     | Título                                                   | Papel          |
| ------- | -------------------------------------------------------- | -------------- |
| 2010    | Colapso                                                  | Tim Alessandra |
| 2010    | Hell                                                     | Andrea         |
| 2014–17 | Enfim, Nós                                               | Zeca           |
| 2015    | Encenação da Fundação da Vila de São Vicente - O Musical | Martim Afonso  |
| 2015    | Electra                                                  | Orestes        |
| 2016    | O Jogo Aberto                                            | Paulo          |
| 2017    | Roque Santeiro, O Musical                                | Roque Santeiro |
| 2017–18 | Os Guardas de Taj                                        | Guarda         |
| 2024    | Ainda Dá Tempo                                           | Companheiro    |

## Prêmios e indicações
| Ano  | Prêmio                   | Categoria               | Indicação         | Resultado | Ref    |
| ---- | ------------------------ | ----------------------- | ----------------- | --------- | ------ |
| 2006 | Prêmio Qualidade Brasil  | Melhor Ator Revelação   | Bang Bang         | Indicado  |        |
| 2007 | Prêmio Qualidade Brasil  | Melhor Ator Coadjuvante | Pé na Jaca        | Indicado  | [ 36 ] |
| 2011 | Meus Prêmios Nick        | Ator Favorito           | Insensato Coração | Venceu    | [ 37 ] |
| 2011 | Prêmio Extra de TV       | Melhor ator coadjuvante | Insensato Coração | Indicado  | [ 38 ] |
| 2011 | Prêmio Quem de Televisão | Melhor Ator Coadjuvante | Insensato Coração | Indicado  | [ 39 ] |
| 2012 | Prêmio Contigo! de TV    | Melhor Ator Coadjuvante | Insensato Coração | Indicado  | [ 40 ] |
| 2012 | Meus Prêmios Nick        | Gato do Ano             | Cheias de Charme  | Venceu    | [ 41 ] |
| 2012 | Prêmio Quem de Televisão | Melhor Ator             | Cheias de Charme  | Indicado  | [ 42 ] |
| 2012 | Prêmio Extra de TV       | Melhor Ator             | Cheias de Charme  | Indicado  | [ 43 ] |
| 2013 | Prêmio Contigo! de TV    | Melhor Ator             | Cheias de Charme  | Indicado  | [ 44 ] |